# Mirra Andrejeva
Mirra Aleksandrovna Andrejeva (russisk: Мирра Александровна Андреева; født 29. april 2007 i Krasnojarsk, Rusland) er en professionel kvindelig tennisspiller fra Rusland.